# A Beautiful Mind – Genie und Wahnsinn
A Beautiful Mind – Genie und Wahnsinn ist eine US-amerikanische Filmbiografie des Regisseurs Ron Howard. Sie erzählt die Lebensgeschichte des insbesondere für die Spieltheorie bekannten Mathematikers John Forbes Nash nach dessen gleichnamiger Biografie von Sylvia Nasar. Der vielfach ausgezeichnete Film hatte am 21. Dezember 2001 Premiere.

## Handlung
Der Film beginnt mit Nashs Studienzeit in Princeton, wo er bereits den Ruf eines Mathematikgenies genießt, aber ein Außenseiterdasein führt. In dieser Zeit lernt er auch seine Frau am Lehrstuhl kennen. Seit seinem Studium hat er eine schizophrene Psychose, die ihn immer mehr in den Wahn führt, er entschlüssele im streng geheimen Auftrag der amerikanischen Regierung Codes sowjetischer Agenten. Auch sein bester Freund und Zimmergenosse Charles ist, wie sich schließlich herausstellt, nur eine Wahnvorstellung, ausgelöst durch Schizophrenie. Schließlich folgt der Zusammenbruch, Nash wird in die geschlossene Psychiatrie eingeliefert. Dort wird er mit Insulin behandelt, das ihn in ein künstliches Koma versetzt und Schocks auslöst (Insulinschocktherapie). Als er wieder aus der Klinik nach Hause kommt, kümmert sich seine Frau um ihn, wird dabei aber selber an die Grenzen der Belastbarkeit gebracht. Erst in den 1990er Jahren feiert er, von seiner Erkrankung weitgehend genesen, ein vielbeachtetes Comeback, das schließlich im Alfred-Nobel-Gedächtnispreis für Wirtschaftswissenschaften 1994 gipfelt.

## Soundtrack
Die Musik wurde komponiert und dirigiert von James Horner.
1. A Kaleidoscope of Mathematics
2. Playing a Game of ‘Go!’
3. Looking for the Next Great Idea
4. Creating ‘Governing Dynamics’
5. Cracking the Russian Codes
6. Nash Descends into Parcher’s World
7. First Drop-Off, First Kiss
8. The Car Chase
9. Alicia Discovers Nash’s Dark World
10. Real or Imagined?
11. Of One Heart, of One Mind
12. Saying Goodbye to Those You So Love
13. Teaching Mathematics Again
14. The Prize of One’s Life... The Prize of One’s Mind
15. All Love Can Be
16. Closing Credits

## Umsetzung

### Im Film
Nash wird zwar von Anfang an als Sonderling dargestellt, jedoch werden seine zunehmenden Wahnvorstellungen zunächst ganz plausibel in die Handlung eingebettet, d. h. Nashs Wahrnehmung ist Teil der filmischen Realität. Erst später wechselt der Blickwinkel zur Sichtweise seiner Mitmenschen, worauf sich beispielsweise sein Büro oder ein „Computerzentrum“ in das verwandelt, was es in Wirklichkeit ist: eine in den wahnhaften Phasen seiner Erkrankung erstellte wirre Zettelwirtschaft. Auch treten Nashs Wahnfiguren (dargestellt z. B. durch Ed Harris und Paul Bettany) als zunächst glaubhafte Charaktere auf und entpuppen sich erst im Verlauf des Filmes als Phantasiegestalten. Trotzdem gibt es während des Films Hinweise darauf, dass John Nash einen Wahn durchlebt. Zum Beispiel erwähnt er gegenüber einer Wahnfigur, dem FBI-Agenten William Parcher, dass die Lagerräume, in denen sich das Computerzentrum befinden soll, laut Universitätseinweisung leer seien. Letztendlich wird der deutlichste Hinweis, dass nämlich die Wahnfigur Marcee nicht älter wird, für Nash zum Schlüssel zur Erkenntnis seiner Krankheit.

### Unterschiede zur Biografie
Der Film hat sich zugunsten der für Hollywood typischen Dramaturgie einige künstlerische Freiheiten genommen.
- Im Film besteht die Ehe zwischen John Nash und seiner Frau mindestens bis zur Verleihung des Alfred-Nobel-Gedächtnispreises fort. Das Ehepaar ließ sich im realen Leben jedoch schon 1963 scheiden und heiratete erst wieder im Erscheinungsjahr des Films. Auch Nashs homosexuelle Erfahrungen werden im Film nicht erwähnt.
- John Nashs älterer Sohn aus einer Beziehung vor der Ehe mit Alicia Lardé findet im Film keine Erwähnung.
- Die Paranoia, die Teil des Krankheitsbildes ist, richtet sich im Film gegen sowjetische Agenten. Der Nash-Biografin Sylvia Nasar zufolge waren seine Ausbrüche jedoch antisemitisch.
- Seine Reisen nach Paris, Genf und London, die ihn als weltläufig charakterisiert hätten, finden im Film keine Erwähnung.
- Der Sieg des Verstandes über seine Erkrankung, die er im Film gemeinsam mit seiner Ehefrau durchsteht, wird zwangsläufig zugespitzt und ist ein Motiv dieses Films.

## Kritik
A Beautiful Mind erhielt ein sehr gutes Presseecho, was sich auch in den Auswertungen US-amerikanischer Aggregatoren widerspiegelt. So erfasst Rotten Tomatoes überwiegend positive Besprechungen und ordnet den Film damit als „Verbrieft Frisch“ ein. Laut Metacritic fallen die Bewertungen im Mittel „Grundsätzlich Wohlwollend“ aus. Insgesamt listet They Shoot Pictures, Don’t They? A Beautiful Mind  unter den angesehensten Filmen des 21. Jahrhunderts.

„Mit 22 Jahren ist John Forbes Nash Jr. (Crowe) schon Doktor der Mathematik, später arbeitet das Superhirn für die Regierung. Doch mehr und mehr glaubt Nash, von Agenten bedroht zu werden. Das Genie rutscht zusehends in den Wahn ab… Vier Oscars gewann der spannende Mix aus Drama, Lovestory und Spionagethriller nach einer wahren Geschichte.
Fazit: Das Leben schreibt die spannendsten Storys.“

„Geschickte Winkelzüge des Drehbuchs, das Nash in einen gefährlichen Regierungsauftrag während des Kalten Krieges verwickelt, und schauspielerische Glanzleistungen sichern die Aufmerksamkeit des Publikums. Dabei hält es Regisseur Ron Howard freilich mehr mit der Beschwörung von Mitleid und Rührseligkeit als mit einer Hinterfragung von Krankheit und Genie.“

„Es sind die einfach großartigen Darstellerleistungen, die A Beautiful Mind dennoch sehenswert machen. […] Und dem Australier Crowe gelingt es tatsächlich meisterhaft, diesem brüchigen, zerrissenen und verletzbaren Charakter subtil und glaubhaft Gestalt zu geben. Mit jedem Moment nimmt man ihm den jungen, exzentrischen Mathematiker ab, der sich auf dem Feld des abstrakten Denkens als Geist von visionärem Format beweist, aber in der realen Welt, im zwischenmenschlichen Leben als unbeholfener, linkischer und neurotisch wirkender Sonderling auftritt.“

Auch das Publikum war sehr angetan. So vergaben US-Kinobesucher einen CinemaScore von A– entsprechend der deutschen Schulnote 1–. Außerdem setzen die Nutzer der Filmdatenbank IMDb A Beautiful Mind  auf Platz 151 ihrer Top 250 beliebtesten Filme.

## Auszeichnungen
Es folgt eine Auswahl der wichtigsten Auszeichnungen, eine vollständige Auflistung findet sich in der Filmdatenbank IMDb.
- Oscarverleihung 2002
  - Bester Film
  - Beste Regie: Ron Howard
  - Beste Nebendarstellerin: Jennifer Connelly
  - Bestes adaptiertes Drehbuch: Akiva Goldsman
  - weitere Nominierungen:
    - Bester Hauptdarsteller: Russell Crowe
    - Bester Schnitt: Mike Hill, Daniel P. Hanley
    - Bestes Make-Up: Greg Cannom, Colleen Callaghan
    - Beste Musik: James Horner
- Golden Globe Awards 2002
  - Bester Film – Drama
  - Bester Hauptdarsteller – Drama: Russell Crowe
  - Beste Nebendarstellerin: Jennifer Connelly
  - Bestes Drehbuch: Akiva Goldsman
  - weitere Nominierungen:
    - Beste Filmmusik: James Horner
    - Beste Regie: Ron Howard
- British Academy Film Awards 2002
  - Bester Hauptdarsteller: Russell Crowe
  - Beste Nebendarstellerin: Jennifer Connelly
  - weitere Nominierungen:
    - Bester Film
    - Bestes adaptiertes Drehbuch: Akiva Goldsman
- Satellite Awards 2001
  - Beste Nebendarstellerin: Jennifer Connelly
  - Bester Filmsong: „All Love Can Be“ – (interpretiert von) Charlotte Church
  - weitere Nominierungen:
    - Bester Hauptdarsteller (Drama): Russell Crowe
    - Bester Nebendarsteller (Drama): Ed Harris
    - Bestes adaptiertes Drehbuch: Akiva Goldsman
    - Beste Filmmusik: James Horner
    - Bester Filmschnitt